# Gaotian (sockenhuvudort i Kina, Jiangxi Sheng, lat 27,76, long 116,85)
Gaotian är en sockenhuvudort i Kina. Den ligger i provinsen Jiangxi, i den sydöstra delen av landet, omkring 140 kilometer sydost om provinshuvudstaden Nanchang. Antalet invånare är 13 459. Befolkningen består av 6 864 kvinnor och 6 595 män. Barn under 15 år utgör 21,0 %, vuxna 15-64 år 71 %, och äldre över 65 år 7,0 %.
Runt Gaotian är det ganska tätbefolkat, med 93 invånare per kvadratkilometer. Närmaste större samhälle är Xujia, 19,9 km sydväst om Gaotian. I omgivningarna runt Gaotian växer i huvudsak blandskog.
Genomsnittlig årsnederbörd är 2 563 millimeter. Den regnigaste månaden är juni, med i genomsnitt 466 mm nederbörd, och den torraste är oktober, med 21 mm nederbörd.